# ATV Home
aTV Home 또는 (亞洲電視本港台)은 중화인민공화국 홍콩의 방송국 aTV의 방송 채널. 원명은 본항대 (本港台). 부분적으로는 다국어 방송 (홍콩은 NICAM; 麗音을 채용)을 사용하여 월어(粵語)외에도 한국어, 영어, 중국어등과 함께 방송하기도 한다.

## 역사
- 1957년 5월 29일 방송 개시(명칭 麗的映聲)
- 1960년 명칭 변경 (麗的映聲→麗的電視)
- 1963년 9월 29일 명칭 변경 (麗的電視→麗的電視中文(奧語)台)
- 1973년 4월 6일 명칭 변경 (麗的電視中文(奧語)台→麗的一台)
- 1982년 9월 24일 방송국 개칭과 동시에 명칭 변경 (麗的一台→亞洲電視中文台)
- 1987년 2월 2일 명칭 변경 (亞洲電視中文台→亞洲電視黃金台)
- 1989년 2월 13일 명칭 변경 (亞洲電視黃金台→亞洲電視本港台)
- 2002년 미국 방송 개시
- 2007년 중국 대륙 방송 개시

## 방송 중인 프로그램 (2010년 2월 10일 기준)

### 예능
- 재신도(財神到) 토 20:30-21:30
- 아시아성광대도2(亞洲星光大道2) 일 20:30-22:30
- 홍콩난흡(香港亂噏) 일 22:30-23:00 (暫停播映)
- 합호통청(闔虎統請) 월-금 19:30-20:30

### 자료 + 아동
- 時尚生活Guide 월-금 23:40-23:50
- 澳門五百年 토 19:00-19:30 / 일 19:30-20:00
- 澳門回歸10周年 토 23:00-23:30
- 台灣好味道II 일 20:00-20:30
- 通識小學堂 월-토 16:15-16:45 (토 16:00-16:30)

### 드라마
- 하늘이시여(錯愛仍是愛) 월-금 20:00-21:30
- 아줌마가 간다(正印出頭天) 월-금 21:30-22:45
- 馬場風雲 (재) 화-토 02:50-03:45
- 鹹魚豆腐白菜仔 (재) 화-토 04:40-05:35
- 세간로(世間路) (재) 월-금 05:35-06:29
- 여인천하(女人天下) 월-금 10:45-12:00
- 만청13황조(滿清十三皇朝) (재) 화-토 02:00-02:50
- 搶槓夫妻 (재) 13:05~14:05
- 굳세어라 금순아(加油! 金順; 재) 15:30-16:15
- 며느리 전성시대 (師奶愛鬥大; 재) 일-월 02:10-04:00
- 龍鳳呈祥 (재) 일-월 04:00-05:00
- 의난망(意難忘) (재) 토-일 11:05-12:00

### 뉴스 + 정보
- 아시아의 아침(亞洲早晨) 월-토 06:29-09:15 (토 06:29-08:30)
- 12시 반 뉴스 월-일 12:30-13:05
- 6시 뉴스 월-일 18:00-18:40
- 심야 뉴스 월-일 22:50-23:20
- 앵커 쇼(主播天下) 월-금 23:20-23:30
- 理財博客
  - 即時錦囊 월-금 09:15-10:15
  - 多面投資睇 월-금 14:35-15:30

## 같이 보기
- aTV
- ATV World다른 말로 국제대(國際台)라고 한다.